# Trofim Grigorjevič Mjačin
Svatý Trofim Grigorjevič Mjačin (1888, Brykovka – 14. ledna 1938, Kujbyšev) byl ruský duchovní Ruské pravoslavné církve, jerej a mučedník.

## Život
Narodil se roku 1888 ve vesnici Brykovka Samarské gubernie.
Studoval na duchovním semináři a byl rukopoložen na jereje.
Roku 1933 byl zatčen za kontrarevoluční činnost a odsouzen ke třem letům v pracovním táboře.
V říjnu 1937 byl znovu zatčen. V této době nesloužil v církvi, ale pracoval jako účetní. Byl zapojen do případu kolem biskupa Alexandra (Trapicyna).
Dne 21. prosince 1937 byl Trojkou NKVD odsouzen k trestu smrti zastřelením.
Rozsudek byl vykonán 14. ledna 1938. Spolu sním byl zastřelen také biskup Alexandr a další duchovní.

## Kanonizace
Dne 20. srpna 2000 ho Ruská pravoslavná církev svatořečila jako mučedníka a byl zařazen mezi Sbor všech novomučedníků a vyznavačů ruských.
Jeho svátek je připomínán 14. ledna (1. ledna – juliánský kalendář).